# Sint-Eligiuskerk (Moen)

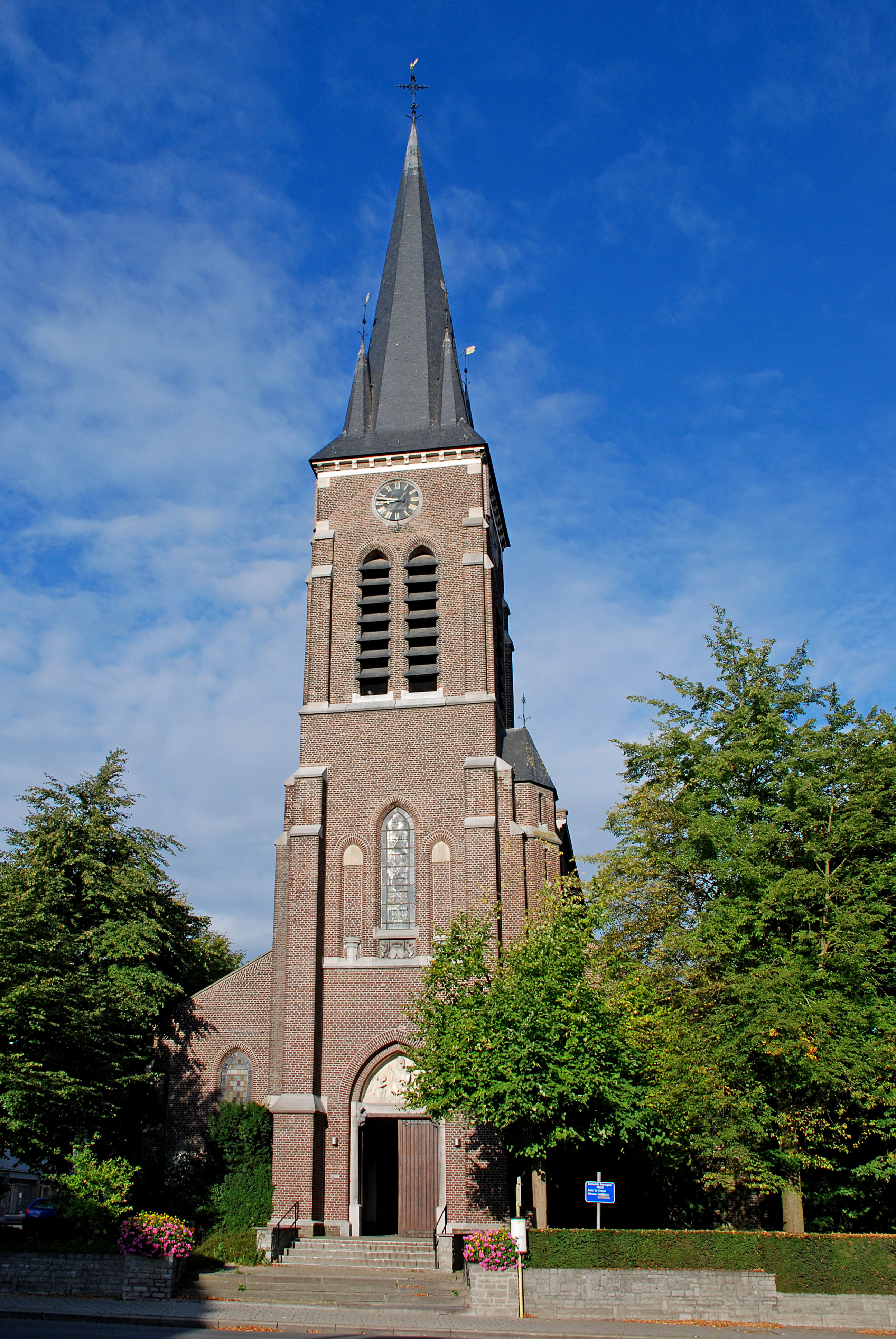
Sint-Eligiuskerk

De Sint-Eligiuskerk is de parochiekerk van de tot de West-Vlaamse gemeente Zwevegem behorende plaats Moen, gelegen aan de Kerkstraat.

## Geschiedenis
Omstreeks 1100 werd de eerste stenen kerk gebouwd. Waarschijnlijk was dit een romaanse kruiskerk met een vieringtoren op vierkante plattegrond. De kerk werd beschadigd in 1579 tijdens de godsdiensttwisten. Van 1620-1622 vonden herstelwerkzaamheden plaats, maar in 1694 werd de kerk, tijdens de Negenjarige Oorlog (1688-1697), opnieuw zwaar beschadigd.
In 1844 werd de kerk vergroot en ontstond een driebeukige hallenkerk. In 1874 werd deze kerk afgebroken en vervangen door een nieuwe kerk naar ontwerp van Leopold de Geyne. In 1918 werd deze kerk door oorlogsgeweld verwoest en daarna onder leiding van Benoit Vuylsteke herbouwd, grotendeels naar de tot dan toe bestaande kerk.

## Gebouw
Het betreft een driebeukige bakstenen basilicale neogotische kerk met voorgebouwde toren. De kerk is naar het westen georiënteerd. De torenspits heeft achtkante torentjes op de hoeken.

## Interieur
Het kerkmeubilair is neogotisch en is als zodanig als eenheid bewaard gebleven.